# Mil Mi-38
Il Mil Mi-38 è un elicottero da trasporto prodotto dall'azienda russa Mil. È stato originariamente progettato per sostituire i modelli obsoleti Mil Mi-8 e Mil Mi-17, e previsto in due versioni una civile ed una militare.

## Progettazione e sviluppo
Lo sviluppo del Mi-38 è iniziato negli anni ‘80 come una modernizzazione del Mil Mi-8, ma le differenze si sono rivelate notevoli, con due motori Pratt & Whitney, suite di avionica Thales e un’aerodinamica completamente nuova. Per via delle sanzioni imposte dalla Russia è fornita anche la motorizzazione con due Klimov TV7-117V e avionica russa. La necessità di un motore russo proviene anche dalle ostilità politiche da occidente a fornire il PW127/TS in seguito al conflitto con la Georgia del 2008. Il primo volo del prototipo è stato effettuato il 22 dicembre 2003. I primi voli di prova si sono svolti presso gli stabilimenti di Kazan'. Il Mi-38 è stato esposto al pubblico nel 2011 al MAKS, dove ha effettuato un volo di dimostrazione. Nel 2017 il Ministero della Difesa russo ha assegnato un primo contratto per la costruzione di due elicotteri, iniziata nello stesso anno, per poi cominciare la produzione in serie l’anno successivo. Il 23 novembre 2018 ha effettuato il primo volo la variante militare Mi-38T. Nel 2019 sono stati effettuati con successo più di 50 voli di prova nell’Oblast' di Astrachan', confermando la possibilità di operare a temperature fino a +45 °C, mentre sul Monte Elbrus sono stati effettuati i test ad alta quota, dimostrando la capacità di volare a 3000 m s.l.m. Nel dicembre 2019 è stato consegnato il primo esemplare al ministero della difesa russo nella versione Mi-38T e destinato, insieme al secondo esemplare, a operare con la Rossija Airlines per il trasporto dei vertici politici e militari russi.

## Tecnica

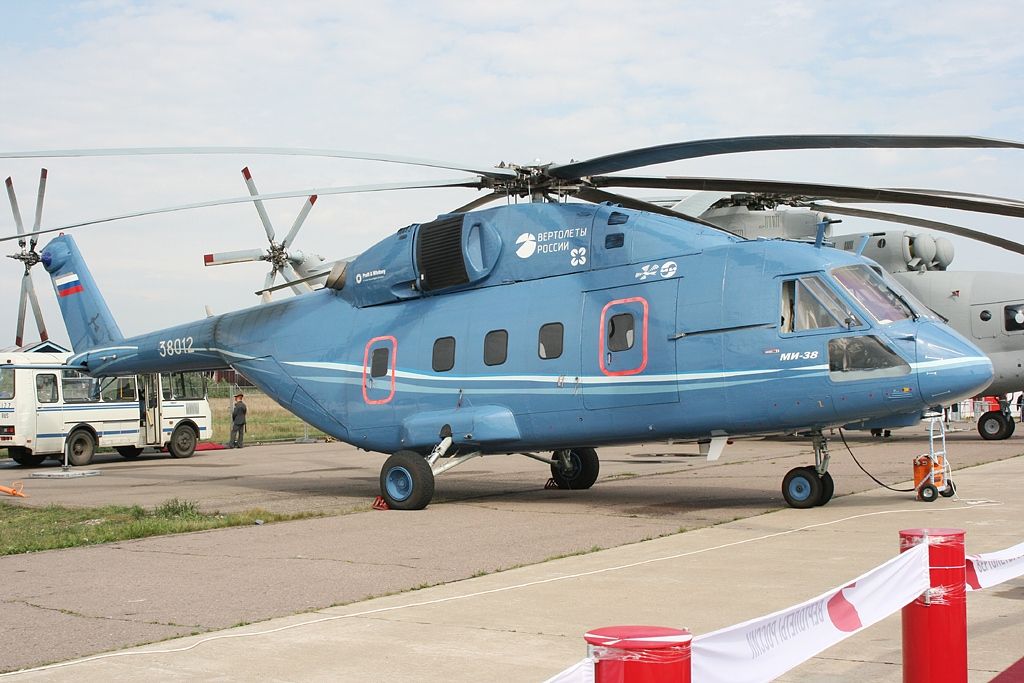
Mi-38 all’aeroporto internazionale Zhukovsky

Il Mi-38 ha un rotore a 6 pale in fibra di vetro, un rotore posteriore a 4 pale simile a quello del Mil Mi-28 e un mozzo del rotore principale con cuscinetti elastomerici che riducono il bisogno di manutenzione. La fusoliera ha una buona forma aerodinamica e una struttura che comprende parti composite e pannelli a tre strati. L’elicottero ha un’avionica aggiornata che comprende cinque display nella cabina di pilotaggio, un radar meteorologico, pilota automatico a quattro canali, controllo di volo integrato, sistema di monitoraggio del velivolo e FADEC. È alimentato da una coppia di motori Pratt & Whitney 127T/S da 2500 cv ciascuno. L'elicottero soddisfa i requisiti FAR-29 e JAR-29 europeo, categoria A e B. Il motore Pratt-Whitney è stato progettato per soddisfare i requisiti dei regolamenti europei JAR-E. In alternativa è alimentato da due motori russi Klimov TV7-117V, da 2800 cv ciascuno, aumentandone le prestazioni. Il Mi-38 è gestito da due piloti, ma l’elettronica consente il bisogno di un solo pilota in caso di trasporto merci. Ha una capacità di carico di 5000 kg interno (6000 kg con motore Klimov) in un volume di 29,5 m³, o di 7000 kg esterno. La cabina può trasportare 32 passeggeri (con motore Klimov fino a 40), o 16 barelle. La velocità massima raggiunge i 285 km/h, aumentati a 300 km/h con motori Klimov, mentre la velocità di crociera si attesta sui 275 km/h. Ha un’autonomia di 885 km e quota di tangenza a 5200 m s.l.m. Può servire missioni di trasporto di passeggeri e merci, intervento forestale, costruzione e installazione, esplorazione, SAR, demolizione, assistenza medica ed evacuazione. È in grado di operare in varie condizioni climatiche, a temperature che vanno dai -60 °C ai +50 °C e può disporre di un sistema di ammaraggio. La fusoliera presenta una rampa di carico posteriore, un portello a sinistra, un’ampia porta scorrevole a destra e attrezzatura interna facilitando la movimentazione del carico. Sul lato destro è disponibile un paranco da 300 kg e si aggiunge un sistema di monitoraggio del carico esterno e della distribuzione del peso all’interno.

## Versioni
- Mi-38T – Variante militare destinata al Ministero della Difesa russo. È dotato di serbatoi per il carburante auto-sigillanti, serbatoi supplementari per estenderne l’autonomia, attrezzature speciali e avioniche dedicate alle comunicazioni militari.[1]
- Mi-38VKP – Entro la primavera 2021 si prevede di realizzare una versione posto di comando, dotata di un sistema di difesa migliorato L370V38S Vitebsk, basato sul sistema utilizzato per il Mil Mi-35. Sarà in grado di mettere fuori uso i missili attraverso la combinazione di interferenze elettroniche, flares e un fascio laser per accecare i missili.[8]

## Galleria d'immagini

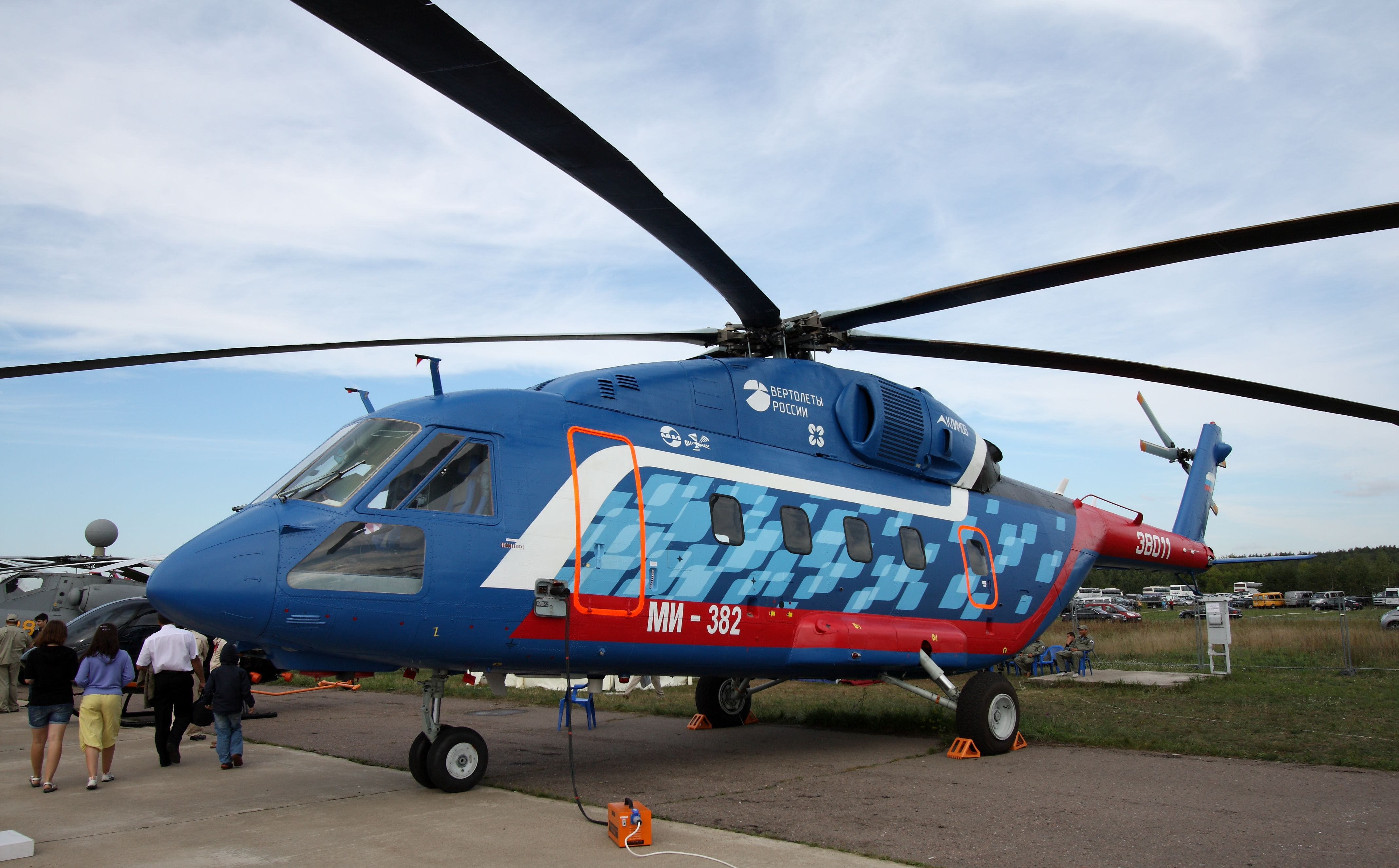
Particolare della parte anteriore di un Mil Mi-38
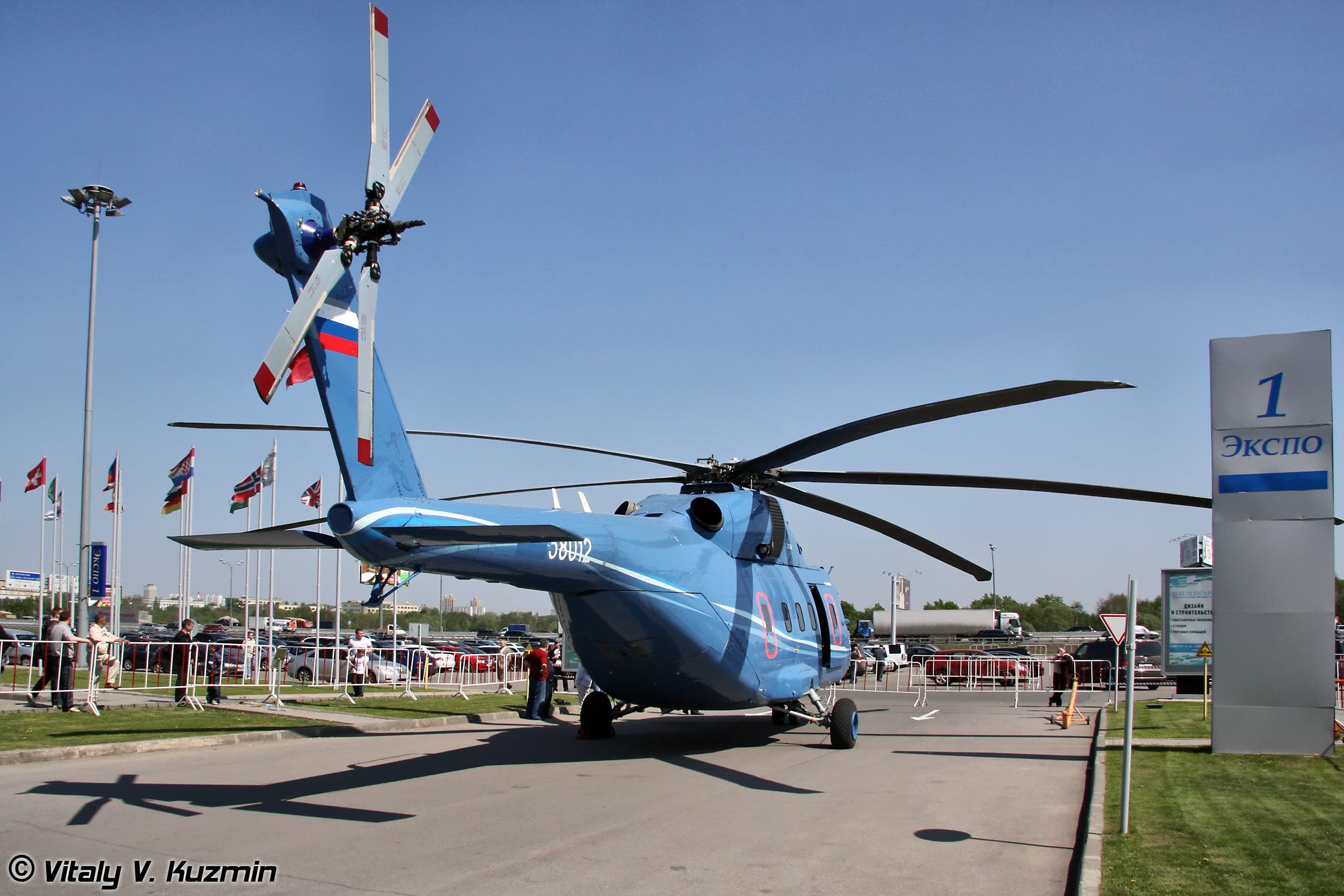
Particolare della parte posteriore di un Mil Mi-38
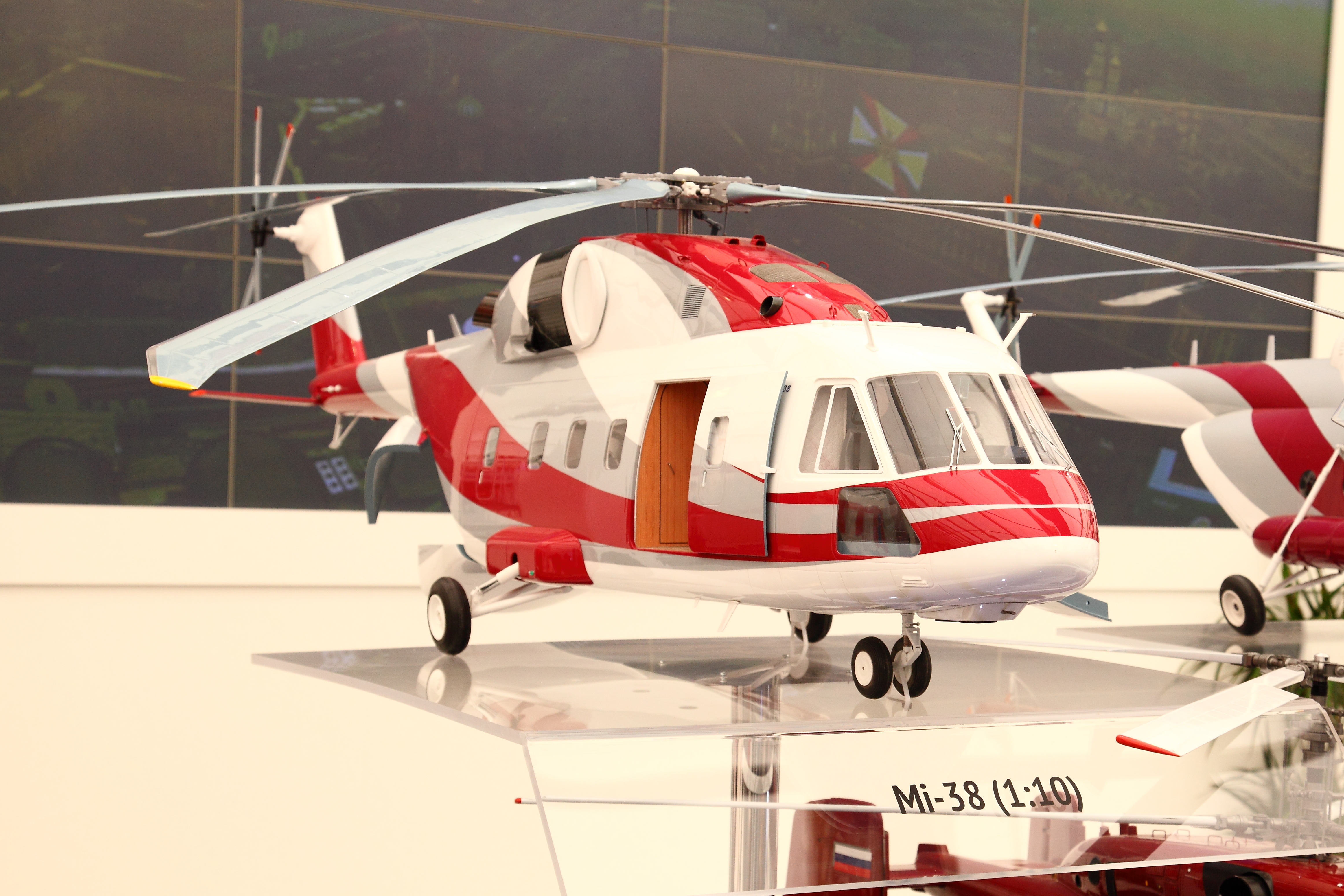
Modellino di Mi-38 esposto presso l'ILA Berlin 2012
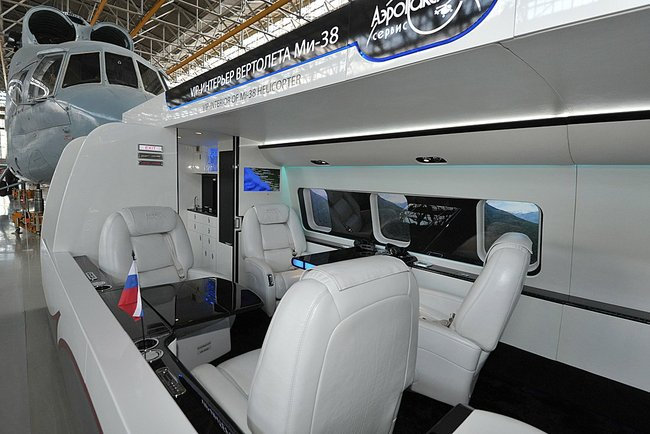
Interni